# Salix waghornei
Salix waghornei är en videväxtart som beskrevs av Per Axel Rydberg. Salix waghornei ingår i släktet viden, och familjen videväxter. Inga underarter finns listade i Catalogue of Life.